# Per Lindstrand
Per Lindstrand (født 8. september 1948 i Sverige) er en berømt ballonskipper og har blandt andet fløjet med en anden berømt ballonskipper, Richard Branson, i et forsøg på at slå verdensrekorden i at flyve længst i varmluftsballon. De tog rekorden ved at flyve fra Japan til Canada i januar 1991. Til det anvendte de verdens allerstørste lufballon nogensinde, Virgin Pacific Flyer.